# Йерденфорс, Питер
 Питер Йерденфорс (швед. Björn Peter Gärdenfors; 21 октября 1949) — шведский философ

, когнитивист, специалист в области теории принятия решений, философии науки, когнитивной семантики, эволюции познания и языка.

## Творческая биография
В 1974 году Йерденфорс защитил в Лундском университете докторскую диссертацию по теории групповых решений.
В 2009 году избран членом Шведской академии наук. Член Германской академии естествоиспытателей и  Европейской академии.

## Основные сочинения
- The Geometry of Meaning: Semantics Based on Conceptual Spaces (англ.). — Cambridge, Massachusetts: MIT Press, 2014. — ISBN 0-262-02678-3.
- Conceptual Spaces: The Geometry of Thought (англ.). — Cambridge, Massachusetts: MIT Press, 2000. — ISBN 0-262-07199-1.
- How Homo Became Sapiens (англ.). — Oxford; New York: Oxford University Press, 2003. — ISBN 0-19-852850-7.
- The Dynamics of Thought (неопр.). — Dordrecht: Springer, 2005. — ISBN 1-4020-3399-0.
- Den meningssökande människan (неопр.). — Stockholm: Natur & Kultur[англ.], 2006. — ISBN 91-27-11328-0.
- Knowledge in Flux: Modeling the Dynamics of Epistemic States. Cambridge, Massachusetts: MIT Press. ISBN 978-0262570824.